# Крестовоздвиженская церковь (Скосырская)
Крестовоздвиженская церковь (церковь Воздвижения Креста Господня) — православный храм в станице Скосырской Области Войска Донского.

## История
Когда в станице Каменской (ныне город Каменск-Шахтинский) была построена и освящена в 1792 году каменная церковь Покрова Пресвятой Богородицы, старую деревянную церковь, построенную ещё в 1748 году, выкупил полковник Иван Петрович Скасырский, перевезший её в 1795 году в слободу Скасырскую (ныне станица Скосырская).
Воссозданная в слободе церковь стала называться Крестовоздвиженской, имела один престол в память Всемирного Воздвижения Честнаго и Животворящего Креста Господня. Построена была из дубовых пластин с такой же колокольней, покрытых листовым железом. Имела каменную ограду. В 1883 году на пожертвования прихожан с обеих сторон её алтаря были устроены два помещения — для ризницы и пономарки. Церковное попечительство при Крестовоздвиженской церкви было открыто в 1894 году.
В 1906 году в Скосырской был начато строительство новой кирпичной церкви, которая была возведена в 1912 году по проекту архитектора Н. И. Роллера. Старое деревянное здание церкви было разобрано и передано в хутор Астахов, где в ноябре 1913 года на основании решения строительного отдела Областного правления Войска Донского с тем же названием — Воздвижения Креста Господня — начала возводиться новая церковь.
В советское время церковь была разграблена и разрушена, но полностью взорвать строение не удалось, поэтому было принято решение построить на церковном фундаменте дом культуры. После распада СССР, только в 2015 году в станице была зарегистрирована местная религиозная организация православного прихода храма Воздвижения Честнаго и Животворящаго креста. Помещение для церкви разместилось в заброшенном здании бывшего магазина. В январе 2017 года настоятель прихода храма станицы Скосырской — иерей Владимир Пилипенко совершил чин освящения колоколов.